# Юлдус
Юлдус — обширная котловина в центральном Тянь-Шане, вытянутая на несколько сот километров от востока к западу, западная окраина называется Байдан.
Она состоит из двух частей: восточной, меньшей, но более высоко расположенной (7000 — 8000 футов над уровнем моря), так называемого Малого Юлдуса (Бага-Юлдус), и западной — Большого Юлдуса. Оба Юлдуса разделяет хребет, относительно высокий (средняя высота 2500 футов), скалистый, малодоступный. Такой же характер носят и горы, окаймляющие отовсюду описываемую котловину, которая в недавнюю геологическую эпоху составляла дно альпийского озера. Это доказывается гривами из наносной глины (озерные отложения), присутствием множества ключей, озерков (откуда происхождение слова Юлдус — «звезда»; смотря на котловину с окрестных высот, видишь огромную площадь, покрытую бесчисленными блестящими поверхностями небольших озерков), болотистых пространств и солонцов.
Серединой Малого Юлдуса, имеющего в длину 135 верст (около 144 километров), протекает значительная речка — Бага-Юлдус-гол, которая, обогнув разделяющий котловину хребет, впадает на Большом Юлдусе в реку Хайду-гол, текущую в обратном направлении, то есть с северо-запада на юго-восток, и впадающую в озеро Баграш-куль.
Оба Юлдуса имеют степной характер растительности; преобладает кипец и некоторые солянковые; в окрестных горах растительность, однако, изменяет свой характер, и здесь уже во множестве начинают попадаться луговые травы. Деревьев на Юлдусах нет; из кустарников можно отметить: Caragana, Salix, и Potentilla.
Обилия солонцов и превосходные корма в связи с отсутствием мошек и комаров и прохладным климатом создали славу Юлдусов как самых лучших пастбищных мест в Тянь-Шаньских горах. Из промысловых животных на Юлдусах встречаются: медведи (Ursus leuconyx), архары (Ovis polii), дикие козы (Carpa sibirica), маралы (Cervus maral), косули (Cervus pygargus), сурки (Arctomys dichrous) и кабаны; вероятно, также волки и лисицы.
Климат холодный; ночные морозы даже в июле месяце — обыденное явление; в августе Малый Юлдус заваливается уже снегом; весна наступает лишь в мае.